# Кампотосто
Кампотосто (итал. Campotosto) — коммуна в Италии, расположена в области Абруццо, подчиняется административному центру Л’Акуила.
Население составляет 737 человек (на 2005 г.), плотность населения составляет 14,24 чел./км². Занимает площадь 51,74 км². Почтовый индекс — 67013. Телефонный код — 0862.
В коммуне особо почитается Пресвятая Богородица (Maria santissima Apparente). Праздник ежегодно празднуется 2 июля.